# Gymnocrex
Gymnocrex is een geslacht van vogels uit de familie Rallen, koeten en waterhoentjes (Rallidae). Het geslacht telt 3 soorten.

## Soorten
- Gymnocrex plumbeiventris  – Molukse naaktoogral
- Gymnocrex rosenbergii  – Sulawesinaaktoogral
- Gymnocrex talaudensis  – Talaudnaaktoogral